# Mémorial de Kotkankallio
Le mémorial du richer de l'aigle (finnois : Kotkankallion muistomerkki) est une sculpture érigée dans le parc Wilhelm von Nottbeck de la zone de l'usine Finlayson du quartier de Finlayson à Tampere en Finlande.

## Présentation
La sculpture, érigée dans les années 1830 en l'honneur de la visite de l'empereur Alexandre Ier en 1819 est probablement la plus ancienne de Tampere.
La sculpture n'était pas à l'origine située dans un lieu public, car le parc environnant n'a été ouvert au public que dans les années 1980.  
La sculpture représente un aigle déployant ses ailes. 
L'envergure de l'oiseau est de 4,20 m. 
Le socle de la sculpture comporte deux plaques commémoratives écrites en latin relatant les visites d'empereur Alexandre Ier et d'Alexandre II à Tampere en 1819 et 1856. 
Les plaques actuelles sont des copies, l'un des originaux ayant été volé en 1997 et l'autre transféré aux collections des musées de Tampere.